# Josh Phegley
Joshua Aaron Phegley (Terre Haute, 12 febbraio 1988) è un ex giocatore di baseball statunitense.

## Gli Inizi

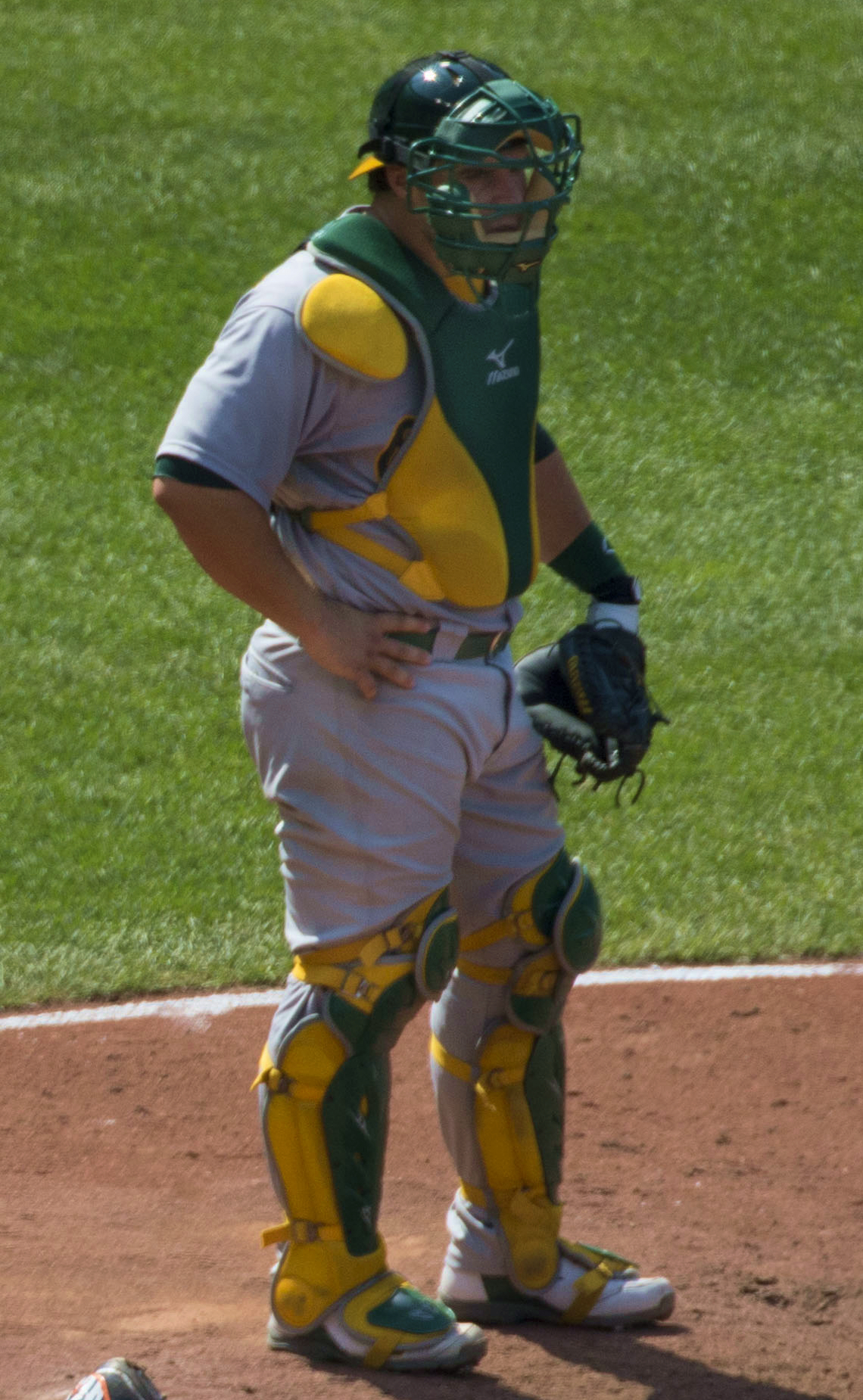
Phegley con gli Athletics nel 2015

Phegley frequentò la North Vigo High School di Terre Haute in Indiana, la sua città natale. Terminata la scuola superiore si iscrisse all'Università dell'Indiana di Bloomington.

## Carriera
Phegley fu selezionato al primo turno come 38ª scelta assoluta dai Chicago White Sox durante il draft 2009.
Debuttò nella MLB il 5 luglio 2013, al Tropicana Field di St. Petersburg contro i Tampa Bay Rays, battendo la sua prima valida e il primo RBI.
Il 9 dicembre 2014, i White Sox scambiarono Phegley, Marcus Semien, Chris Bassitt e Rangel Ravelo con gli Oakland Athletics in cambio di Jeff Samardzija and Michael Ynoa. Divenne free agent il 2 dicembre 2019.
Il 17 gennaio 2020, Phegley firmò un contratto di minor league con i Chicago Cubs. Divenne free agent a fine stagione.
Il 3 febbraio 2021, Phegley annunciò il ritiro dal baseball professionistico.